# Med ve vlasech
Med ve vlasech (1970) je sbírka různých textů Jiřího Suchého. Obsahuje písňové texty, básně i povídky. Knihu autor i sám ilustroval.

## Obsah
| - Je mi nějak podivně – báseň - Zrníčka pelu – oddíl básní - Slovo - Med ve vlasech - Setkání - Smutná ulice - První povídka - Píseň doktora Smitha – povídka - Dvacáté století – básnický útvar složený z pěti částí - Varieté – oddíl básní - Artistka - Clown - Baletky - Komik - Tři povídky - Přesný čas - Smutná povídka - Pohádka o dlouhé cestě - Trochu jazzu pro děti - Trochu jazzu pro děti - Blues o živý vodě - Rhapsody in blue - Saxofon - Gershwin - Blues pro opařený kaktus | - Pátá povídka - Tak co, pane barone? - Na dovolené – básnický útvar složený ze sedmi částí - Šestá a sedmá povídka - Chudák Barnabáš - Příběh avantgardního herce Knoblocha - Divné věci a osmá a devátá povídka - Ubohá Marie - Divná věc - Miniaturní tragédie - Los - Nemoc - Víla - Požár – povídka - Sen zločince - Neštěstí - Jsem nevěrný – povídka - Žena - Desátá povídka - Park - Konec - Konec - Setkání s myší - Závišova píseň nová - Závišova píseň nová – píseň včetně notového zápisu - Doslov |

## Nakladatelské údaje
- Jiří Suchý: Med ve vlasech. Západočeské nakladatelství, Plzeň, 1970. Náklad: 20 000 výtisků. Druhé vydání: 1991 ISBN 80-7088-047-3.